# Step Up: High Water
Step Up: High Water é uma websérie americana de drama baseada na franquia de filmes Step up criada por Duane Adler , que estreou em 31 de janeiro de 2018 no YouTube Red .
A série foi criada por Holly Sorensen, que também atua como produtora executiva ao lado de Channing Tatum e Jenna Dewan-Tatum. Em 22 de Maio de 2018, foi anunciado que o YouTube renovou a série para uma segunda temporada.

## Premissa
Step Up: High Water  segue os alunos e a faculdade de "High Water, a escola de artes cênicas mais agressiva de Atlanta. Quando os gêmeos Tal e Janelle se mudam de Ohio, eles se vêem empurrados para um mundo onde cada movimento é um teste. Enquanto tentam navegar em seu novo mundo - dentro e fora da pista de dança - eles vão descobrir o quão profundo eles estão dispostos a cavar para realizar seus sonhos e aproveitar o momento. "

## Elenco e personagens

### Principal
- Lauryn McClain como Janelle Baker
- Petrice Jones como Tal Baker
- Marcus Mitchell como Dondre
- Terrence Green como Rigo
- Carlito Olivero como Davis Jimenez
- Jade Chynoweth como Odalie Allen
- Kendra Oyesanya como Poppy Martinez
- Eric Graise como King
- Faizon Love como  Al Baker
- Ne-Yo como Sage Odom

### Recorrente
- Naya Rivera como Collette Jones
- R. Marcos Taylor como East-O
- Terayle Hill como Marquise
- Al Calderón como Johnny One
- Saidah Nairobi como Electra

### Convidado
- Savion Glover como Professor de sapateado

## Episódios
| N.º | Título       | Dirigido por            | Escrito por                           | Lançamento            |
| --- | ------------ | ----------------------- | ------------------------------------- | --------------------- |
| 1   | "Episode 1"  | Adam Shankman           | Holly Sorensen                        | 31 de janeiro de 2018 |
| 2   | "Episode 2"  | Debbie Allen            | Thembi L. Banks & Rochée Jeffery      | 31 de janeiro de 2018 |
| 3   | "Episode 3"  | Rob Hardy               | Hadjii                                | 31 de janeiro de 2018 |
| 4   | "Episode 4"  | Janice Cooke            | Molly Kate Margraf & Jerica Lieberman | 31 de janeiro de 2018 |
| 5   | "Episode 5"  | Janice Cooke            | Bryan M. Holdman & William H. Brown   | 31 de janeiro de 2018 |
| 6   | "Episode 6"  | Michael Schultz         | Thembi L. Banks & Rochée Jeffery      | 31 de janeiro de 2018 |
| 7   | "Episode 7"  | Nzingha Stewart         | William H. Brown                      | 31 de janeiro de 2018 |
| 8   | "Episode 8"  | Silas Howard            | Bryan M. Holdman                      | 31 de janeiro de 2018 |
| 9   | "Episode 9"  | Charles Randolph-Wright | Holly Sorenson & Bryan M. Holdman     | 31 de janeiro de 2018 |
| 10  | "Episode 10" | Norman Buckley          | Holly Sorenson & William H. Brown     | 31 de janeiro de 2018 |

## Produção

### Desenvolvimento
Em 23 de junho de 2016, o YouTube anunciou, na reunião anual da VidCon conferência em Anaheim, Califórnia, que eles estavam desenvolvendo uma nova série de drama com base na série de filmes Step Up com a Lionsgate Television produzindo ao lado de Channing Tatum e Jenna Dewan-Tatum.
Em 23 de junho de 2017, o YouTube anunciou que oficialmente havia atribuído a Step Up: High Water  uma ordem de produção para uma primeira temporada com dez episódios, cada um com duração de aproximadamente 45 minutos. A série foi descrita como o primeiro "drama televisivo produzido por Hollywood", do YouTube Red, e que sua chegada acabaria "transformando-a em uma competição mais direta com players como Netflix e redes a cabo tradicionais". No anúncio, foi revelado que cada episódio da série custaria vários milhões de dólares para produzir 

### Casting
Em 28 de junho de 2017, o elenco e a equipe da série foram anunciados. Os regulares incluem Ne-Yo, Naya Rivera, Faizon Love, Lauryn McClain, Petrice Jones, Marcus Mitchell, Jade Chynoweth, Carlito Olivero, Terrence Verde, R. Marcos Taylor, Eric Graise, e Kendra Oyesanya.  As músicas originais da série foram escritas pelo cantor e compositor Jason “PooBear” Boyd e “Jingle” Jared Gutstadt. O coreógrafo da série de filmes, Jamal Sims, ficou a cargo da coreografia do primeiro episódio, após o qual episódios subsequentes foram coreografados pela Jamaica Craft. Adam Shankman dirigiu o episódio piloto da série. mais tarde, foi relatado que Debbie Allen havia dirigido o segundo episódio da temporada. Em janeiro de 2018, foi relatado que Savion Glover , faria uma aparição na série como um professor em High Water.

### Renovação
Em 22 de Maio de 2018, foi anunciado que o YouTube renovou a série para uma segunda temporada.

## Lançamento

### Marketing
Em 12 de julho de 2017, o YouTube lançou um vídeo apresentando o elenco principalEm 13 de agosto de 2017, o elenco da série, incluindo Jade Chynoweth e Kendra Oyesanya, se apresentou no Teen Choice Awards 2017 com uma coreografia altamente coreografada.
Em 19 de dezembro de 2017, o YouTube lançou o primeiro trailer da série e anunciou a estreia para o dia 31 de janeiro de 2018, com todos os dez episódios lançados de uma só vez.

### Estreia
Em 30 de janeiro de 2018, o YouTube fez uma parceria com a  Fathom Events  para exibições especiais do primeiro episódio da série em mais de 750 salas de cinema. O evento também incluiu uma exibição do filme original de 2006, Step Up, que lançou a franquia de cinco filmes, e uma visão dos bastidores da produção da série de televisão.

## Recepção
Sonia Saraiya da Variety ofereceu o elogio da série dizendo: "Este original do YouTube Red encontrou uma maneira intrigante de misturar os meios de dança, cinema e televisão teen, com uma nova parcela da série que é muito divertida para ser sugada "